# HV71 2010/2011
Elitserien i ishockey 2010/2011 var HV71:s 27:e säsong i Elitserien i ishockey. Under säsongen spelade laget även i European Trophy 2010.
18 september spelade HV71 sin första hemmamatch, mot Brynäs IF. Då hissades Per Gustafssons tröja upp i Kinnarps Arena.
Den 30 oktober åkte lagkaptenen Johan Davidsson på sitt första matchstraff i karriären i en match mot Frölunda HC, vilket enligt Aftonbladets krönikör Mats Wennerholm kunde vara anledningen till att Tre Kronors förbundskapten Pär Mårts inte tog ut Davidsson till Karjala Cup.
Den 4 januari 2011 blev Johan Davidsson historisk efter att, som sjätte spelare i elitseriens historia, göra sitt 500:e grundseriepoäng. Detta på hemmaplan mot Färjestads BK efter att han gjort två mål. Matchen efter kom han upp i 600 poäng (inklusive slutspelspoäng).
10 januari opererade Davidsson sitt knä och beräkandes vara borta från spel 3-5 veckor. Detta innebar att Pasi Puistola fick överta kaptensrollen från och med 11 januari hemma mot Luleå HF och bära ett C på bröstet. Puistola blir därmed den första finländske spelare att vara kapten i HV71.

## Silly Season
27 januari: Lagkaptenen Johan Davidsson förlänger fem år med HV71.
2 februari: Forwarden Jukka Voutilainen förlänger med fyra år.
4 maj: Försvararen Jesper Williamsson och forwardena Johan Linnander och Jesper Fasth skriver på tvåårskontrakt med HV71.
6 maj: HV71 gör klart med tre spelare: Försvararen Mikko Luoma gör comeback i föreningen och skriver på för tre år. Detsamma gäller forwarden Kamil Piros som skriver på för två år. Försvararen Juuso Hietanen från Brynäs IF skriver ett tvåårskontrakt med HV71.
19 maj: HV71 gör klart med ny målvakt i form av Daniel Larsson.
14 juni: HV71 tecknar ett tvåårskontrakt med forwarden Fredrik Bremberg, senast från finska Jokerit.
9 augusti: HV71 skriver ett tillvidarekontrakt med backen Daniel Rahimi.

## Försäsong
HV71 kommer under försäsongen spela i European Trophy 2010 i Division Central-gruppen. Turneringen håller på mellan 11 augusti – 5 september.

### Division Central

#### Tabell
| Nr | Lag                  | SM | V | O | F | ÖTV | ÖTF | STV | STF | GM | IM | MS  | P  |
| -- | -------------------- | -- | - | - | - | --- | --- | --- | --- | -- | -- | --- | -- |
| 1. | HV71                 | 8  | 6 | 1 | 1 | 1   | 0   | 0   | 0   | 39 | 15 | 24  | 20 |
| 2. | SC Bern              | 8  | 5 | 1 | 2 | 0   | 1   | 0   | 0   | 27 | 17 | 10  | 16 |
| 3. | Oulun Kärpät         | 8  | 5 | 1 | 2 | 0   | 1   | 0   | 0   | 25 | 25 | 0   | 16 |
| 4. | HC TPS               | 8  | 4 | 2 | 2 | 1   | 1   | 0   | 0   | 25 | 25 | 0   | 15 |
|    |                      |    |   |   |   |     |     |     |     |    |    |     |    |
| 5. | Frölunda HC          | 8  | 3 | 3 | 2 | 1   | 1   | 0   | 0   | 31 | 30 | 1   | 14 |
| 6. | EC Red Bull Salzburg | 8  | 2 | 4 | 2 | 1   | 2   | 1   | 0   | 26 | 21 | 5   | 12 |
| 7. | ZSC Lions            | 8  | 2 | 1 | 5 | 1   | 0   | 0   | 0   | 23 | 29 | -6  | 8  |
| 8. | Tappara              | 8  | 1 | 2 | 5 | 0   | 2   | 0   | 0   | 16 | 30 | -14 | 5  |
| 9. | Malmö Redhawks       | 8  | 0 | 1 | 7 | 1   | 0   | 0   | 0   | 12 | 29 | -17 | 2  |

#### Spelschema

##### Grundserie
HV71 vann grundserien för European Trophy 2010 och fick spela slutspel.

##### Slutspel
HV71 förlorade finalen i European Trophy 2010 och blev därmed silvermedaljörer.

## Ordinarie säsong

### Grundserien
|     | Elitserien i ishockey 2010/2011 | SM | V  | O  | F  | ÖTV | ÖTF | GM  | IM  | MS  | P  |
| --- | ------------------------------- | -- | -- | -- | -- | --- | --- | --- | --- | --- | -- |
| 1.  | y – HV71                        | 55 | 24 | 15 | 16 | 9   | 6   | 173 | 143 | +30 | 96 |
| 2.  | x – Färjestads BK               | 55 | 27 | 9  | 19 | 6   | 3   | 154 | 124 | +30 | 96 |
| 3.  | x – Skellefteå AIK              | 55 | 25 | 12 | 18 | 9   | 3   | 173 | 145 | +28 | 96 |
| 4.  | x – Luleå HF                    | 55 | 23 | 11 | 21 | 8   | 3   | 129 | 115 | +14 | 88 |
| 5.  | x – Linköpings HC               | 55 | 22 | 14 | 19 | 5   | 9   | 138 | 118 | +20 | 85 |
| 6.  | x – Djurgårdens IF              | 55 | 22 | 14 | 19 | 4   | 10  | 140 | 139 | +1  | 84 |
| 7.  | x – Brynäs IF                   | 55 | 19 | 16 | 20 | 8   | 8   | 147 | 157 | -10 | 81 |
| 8.  | x – AIK                         | 55 | 20 | 12 | 23 | 4   | 8   | 131 | 151 | -20 | 76 |
|     |                                 |    |    |    |    |     |     |     |     |     |    |
| 9.  | e – Frölunda HC                 | 55 | 19 | 12 | 24 | 5   | 7   | 128 | 158 | -30 | 74 |
| 10. | e – Timrå IK                    | 55 | 17 | 13 | 25 | 9   | 4   | 140 | 165 | -25 | 73 |
|     |                                 |    |    |    |    |     |     |     |     |     |    |
| 11. | r – Södertälje SK               | 55 | 20 | 9  | 26 | 2   | 7   | 132 | 164 | -32 | 71 |
| 12. | r – Modo Hockey                 | 55 | 17 | 13 | 25 | 6   | 7   | 147 | 153 | -6  | 70 |

## Slutspel
Serien avgjordes inte förrän i sista omgången. Då avgjordes även bottenstriden om vilket lag som skulle ta den sista slutspelsplatsen samt vilka två lag som spelar Kvalserien. Då HV71 hade Södertälje SK i sista omgången, som var tvingade att vinna för att undvika kvalserien, tog ut sin målvakt vid oavgjort resultat i tredje perioden. Johan Davidsson i HV71 avgjorde kort därefter och det var nu tre lag i toppen av tabellen som hade lika poäng. HV71 och Färjestad hade lika målskillnad, men HV71 hade gjort fler mål och tilldelades seriesegern.
I slutspelet valde man åttan AIK. Detta slutade med 0–4 i matcher, och HV71:s säsong var därmed över.

## Transaktioner[24]
| Nyförvärv till HV71 | Nyförvärv till HV71   | Nyförvärv till HV71 |
| ------------------- | --------------------- | ------------------- |
| Spelare             | Tidigare klubb        | Kontrakterad        |
| Jesper Fasth        | Nässjö HC             | 2 år                |
| Jesper Williamsson  | Nässjö HC             | 2 år                |
| Johan Linnander     | HV71 ungdom           | 1 år                |
| Mikko Luoma         | HK Atlant             | 3 år                |
| Kamil Piros         | Timrå IK              | 2 år                |
| Juuso Hietanen      | Brynäs IF             | 2 år                |
| Daniel Larsson      | Grand Rapids Griffins | 2 år                |
| Fredrik Bremberg    | Jokerit               | 2 år                |
| Daniel Rahimi       | Rögle BK              | 2 år                |

| Förlänger med HV71 | Förlänger med HV71 |
| ------------------ | ------------------ |
| Spelare            | Kontrakterad       |
| Andreas Andersson  | 2 år               |
| Jukka Voutilainen  | 4 år               |
| Johan Davidsson    | 5 år               |

| Lämnar HV71            | Lämnar HV71             |
| ---------------------- | ----------------------- |
| Spelare                | Nytt lag                |
| Björn Melin            | Neftechimik Nizjnekamsk |
| David Petrasek         | Dynamo Minsk            |
| Per Gustafsson         | Slutar                  |
| Stefan Liv             | HK Sibir Novosibirsk    |
| Christoffer Bengtsberg | Växjö Lakers            |
| Mattias Tedenby        | New Jersey Devils       |
| David Ullström         | New York Islanders      |
| Janne Niinimaa         | Luleå HF                |

| Lämnar HV71 under säsongen | Lämnar HV71 under säsongen | Lämnar HV71 under säsongen |
| -------------------------- | -------------------------- | -------------------------- |
| Spelare                    | Nytt lag                   | Datum                      |

## Statistik

### Utespelare
Notera: GP = Spelade matcher; G = Mål; A = Assists; Pts = Poäng; +/- = Plus/Minus; PIM = Utvisningsminuter
| Namn                 | Nat      | Pos | GP              | G               | A               | P               | PIM             | GP         | G          | A          | P          | PIM        | GP          | G           | A           | P           | PIM         |
| Namn                 | Nat      | Pos | European Trophy | European Trophy | European Trophy | European Trophy | European Trophy | Elitserien | Elitserien | Elitserien | Elitserien | Elitserien | SM-slutspel | SM-slutspel | SM-slutspel | SM-slutspel | SM-slutspel |
| -------------------- | -------- | --- | --------------- | --------------- | --------------- | --------------- | --------------- | ---------- | ---------- | ---------- | ---------- | ---------- | ----------- | ----------- | ----------- | ----------- | ----------- |
| Jukka Voutilainen    | Finland  | C   | 11              | 1               | 8               | 9               | 6               | 36         | 8          | 13         | 21         | 20         | 4           | 0           | 2           | 2           | 0           |
| Martin Thörnberg     | Sverige  | RW  | 10              | 2               | 5               | 7               | 8               | 52         | 25         | 19         | 44         | 24         | 4           | 1           | 0           | 1           | 6           |
| Juuso Hietanen       | Finland  | B   | 3               | 0               | 3               | 3               | 2               | 55         | 10         | 23         | 33         | 18         | 4           | 0           | 1           | 1           | 0           |
| Johan Davidsson      | Sverige  | C   | 8               | 1               | 1               | 2               | 14              | 40         | 11         | 26         | 37         | 35         | 4           | 1           | 1           | 2           | 2           |
| Johan Lindström      | Sverige  | RW  | 11              | 2               | 3               | 5               | 6               | 51         | 8          | 12         | 20         | 10         | 3           | 0           | 0           | 0           | 0           |
| Teemu Laine          | Finland  | LW  | –               | –               | –               | –               | –               | 44         | 21         | 9          | 30         | 36         | 4           | 0           | 0           | 0           | 4           |
| Pasi Puistola        | Finland  | B   | 3               | 0               | 2               | 2               | 0               | 54         | 5          | 23         | 28         | 52         | 4           | 0           | 0           | 0           | 0           |
| Kamil Piros          | Tjeckien | C   | 9               | 3               | 6               | 9               | 6               | 54         | 12         | 27         | 39         | 34         | 4           | 0           | 0           | 0           | 0           |
| Daniel Grillfors     | Sverige  | B   | 8               | 0               | 6               | 6               | 2               | 54         | 7          | 9          | 16         | 26         | 3           | 0           | 1           | 1           | 0           |
| Fredrik Bremberg     | Sverige  | RW  | 10              | 2               | 5               | 7               | 4               | 45         | 9          | 16         | 25         | 14         | 4           | 0           | 0           | 0           | 0           |
| Adam Almqvist        | Sverige  | B   | 11              | 2               | 1               | 3               | 8               | 52         | 0          | 16         | 16         | 32         | 2           | 0           | 0           | 0           | 0           |
| Daniel Rahimi        | Sverige  | B   | 11              | 2               | 0               | 2               | 8               | 44         | 2          | 1          | 3          | 20         | –           | –           | –           | –           | –           |
| Oscar Sundh          | Sverige  | LW  | 11              | 3               | 3               | 6               | 56              | 53         | 8          | 12         | 20         | 22         | 4           | 0           | 0           | 0           | 2           |
| Nichlas Torp         | Sverige  | B   | 3               | 0               | 1               | 1               | 8               | 48         | 0          | 4          | 4          | 32         | 4           | 0           | 0           | 0           | 0           |
| André Petersson      | Sverige  | LW  | 11              | 8               | 7               | 15              | 6               | 31         | 8          | 4          | 12         | 18         | –           | –           | –           | –           | –           |
| Kris Beech           | Kanada   | C   | 11              | 9               | 3               | 12              | 14              | 48         | 14         | 17         | 31         | 50         | 4           | 0           | 0           | 0           | 6           |
| Johan Björk          | Sverige  | B   | 7               | 0               | 0               | 0               | 2               | 40         | 0          | 2          | 2          | 12         | 4           | 0           | 0           | 0           | 2           |
| Andreas Falk         | Sverige  | C   | 11              | 3               | 6               | 9               | 4               | 55         | 9          | 20         | 29         | 56         | 3           | 1           | 0           | 1           | 31          |
| Jesper Williamsson   | Sverige  | B   | 11              | 2               | 0               | 2               | 6               | –          | –          | –          | –          | –          | –           | –           | –           | –           | –           |
| Johan Linnander      | Sverige  | C   | 3               | 0               | 0               | 0               | 0               | –          | –          | –          | –          | –          | –           | –           | –           | –           | –           |
| Mikko Luoma          | Finland  | B   | –               | –               | –               | –               | –               | 33         | 3          | 19         | 22         | 70         | 4           | 0           | 1           | 1           | 0           |
| Tobias Jonsson       | Sverige  | B   | 2               | 0               | 0               | 0               | –               | –          | –          | –          | –          | –          | –           | –           | –           | –           | –           |
| Jesper Thörnberg     | Sverige  | LW  | 11              | 0               | 0               | 0               | 4               | 23         | 0          | 0          | 0          | 2          | 3           | 0           | 0           | 0           | 0           |
| Jonas Gunnarsson     | Sverige  | MV  | –               | –               | –               | –               | –               | –          | –          | –          | –          | –          | –           | –           | –           | –           | –           |
| Oscar Fantenberg     | Sverige  | B   | 9               | 3               | 1               | 4               | 2               | 8          | 0          | 0          | 0          | 0          | 2           | 0           | 0           | 0           | 0           |
| Per Ledin            | Sverige  | LW  | –               | –               | –               | –               | –               | 43         | 2          | 6          | 8          | 58         | 4           | 1           | 0           | 1           | 6           |
| Jesper Fasth         | Sverige  | RW  | 11              | 2               | 3               | 5               | 8               | 36         | 7          | 9          | 16         | 6          | 3           | 0           | 0           | 0           | 0           |
| Daniel Larsson       | Sverige  | MV  | 7               | 0               | 0               | 0               | 4               | 46         | 0          | 1          | 1          | 8          | 2           | 0           | 0           | 0           | 0           |
| Lance Ward           | Kanada   | B   | 3               | 0               | 0               | 0               | 25              | 11         | 0          | 0          | 0          | 22         | –           | –           | –           | –           | –           |
| Andreas Andersson    | Sverige  | MV  | 5               | 0               | 0               | 0               | 0               | 9          | 0          | 0          | 0          | 0          | 2           | 0           | 0           | 0           | 0           |
| Simon Önerud         | Sverige  | LW  | 11              | 3               | 1               | 4               | 6               | 40         | 4          | 2          | 6          | 14         | 4           | 0           | 1           | 1           | 2           |
| Pontus Netterberg    | Sverige  | LW  | –               | –               | –               | –               | –               | 3          | 0          | 1          | 1          | 0          | –           | –           | –           | –           | –           |
| Sebastian Strandberg | Sverige  | C   | –               | –               | –               | –               | –               | 3          | 0          | 0          | 0          | 0          | –           | –           | –           | –           | –           |

Uppdaterad efter slutspel 2011

### Målvakter
Notera: GP = Spelade matcher; TOI = istid i minuter; W = Vinst; L = Förlust; T = Oavgjort; OTW = Övertidsvinst; OTL = Övertidsförlust; GA = Insläppta mål; S = Mottagna skott; Sv% = Räddningsprocent; GAA = Insläppta mål i genomsnitt
| Namn              | Nat     | Pos | GP              | TOI             | W               | L               | T               | OTW             | OTL             | GA              | S               | Sv%             | GAA             | GP         | TOI        | W          | L          | T          | OTW        | OTL        | GA         | S          | Sv%        | GAA        |
| Namn              | Nat     | Pos | European Trophy | European Trophy | European Trophy | European Trophy | European Trophy | European Trophy | European Trophy | European Trophy | European Trophy | European Trophy | European Trophy | Elitserien | Elitserien | Elitserien | Elitserien | Elitserien | Elitserien | Elitserien | Elitserien | Elitserien | Elitserien | Elitserien |
| ----------------- | ------- | --- | --------------- | --------------- | --------------- | --------------- | --------------- | --------------- | --------------- | --------------- | --------------- | --------------- | --------------- | ---------- | ---------- | ---------- | ---------- | ---------- | ---------- | ---------- | ---------- | ---------- | ---------- | ---------- |
| Daniel Larsson    | Sverige | MV  | 7               | 420             | 7               | 0               | 0               | 0               | 0               | 13              | -               | 94,10           | 1,86            | 46         | 2,724      | 19         | 13         | 15         | 10         | 5          | 115        | 1,276      | 91,73      | 2,51       |
| Andreas Andersson | Sverige | MV  | 5               | 300             | 0               | 2               | 1               | 1               | 0               | 13              | -               | 89,70           | 2,60            | 9          | 604        | 5          | 3          | 1          | 0          | 1          | 24         | 275        | 91,97      | 2,38       |
| Jonas Gunnarsson  | Sverige | MV  | –               | –               | –               | –               | –               | –               | –               | –               | –               | –               | –               | –          | –          | –          | –          | –          | –          | –          | –          | –          | –          | –          |

Uppdaterad efter säsongen 2011
| Namn              | Nat     | Pos | GP            | TOI           | W             | L             | T             | OTW           | OTL           | GA            | S             | Sv%           | GAA           |
| Namn              | Nat     | Pos | SM-slutspelet | SM-slutspelet | SM-slutspelet | SM-slutspelet | SM-slutspelet | SM-slutspelet | SM-slutspelet | SM-slutspelet | SM-slutspelet | SM-slutspelet | SM-slutspelet |
| ----------------- | ------- | --- | ------------- | ------------- | ------------- | ------------- | ------------- | ------------- | ------------- | ------------- | ------------- | ------------- | ------------- |
| Daniel Larsson    | Sverige | MV  | 2             | 116           | 0             | 2             | 0             | 0             | 0             | 5             | 42            | 89,36         | 2,58          |
| Andreas Andersson | Sverige | MV  | 2             | 111           | 0             | 2             | 0             | 0             | 0             | 6             | 41            | 87,23         | 3,22          |
| Jonas Gunnarsson  | Sverige | MV  | –             | –             | –             | –             | –             | –             | –             | –             | –             | –             | –             |

Uppdaterad efter slutspelet 2011

### Vanligaste startfemman
| Land    | Nr | Pos. | Namn              |
| ------- | -- | ---- | ----------------- |
| Sverige | 1  | M    | Daniel Larsson    |
| Finland | 21 | VB   | Pasi Puistola     |
| Finland | 11 | HB   | Juuso Hietanen    |
| Finland | 39 | VY   | Jukka Voutilainen |
| Sverige | 76 | C    | Johan Davidsson   |
| Sverige | 10 | HY   | Martin Thörnberg  |

Senast uppdaterad: 2010-10-04 

## NHL-draft
Följande HV71-spelare blev valda i NHL Entry Draft 2011.
| Runda | Nr | Spelare | Position | Nationalitet | NHL-lag |
| ----- | -- | ------- | -------- | ------------ | ------- |